# 宮下遙
宮下遙（1994年9月1日—），日本三重縣桑名市出身，是日本女子排球運動員，司職舉球位置。隸屬於日本V超級聯賽的岡山海鷗。

## 生涯簡介
日本三重縣桑名市出生。小學一年級開始接觸排球。
2010年3月23日，以15歲的年齡首次進入日本女排的33人大名單中。
2013/14V.league 與隊伍獲得隊史最佳成績第二名，個人獎項則獲頒敢鬥賞 Best6。
2019/20V.league 個人生涯超過10賽季、累積出場超過230場，獲頒V.league的特別表彰獎。時隔六年再次帶領隊伍闖入總決賽，決賽打滿五局敗給JT吃驚仰天，再一次錯過冠軍榮耀。

## 獎項

### 個人榮譽
- 2010- 第59回黒鷲旗大会 若鷲賞（新人獎）
- 2014- 2013/14V超級聯賽（日语：プレミアリーグ(バレーボール)） 敢鬥獎 Best6
- 2016- 2016年夏季奧林匹克運動會資格系列賽最佳舉球員[7]
- 2020- V超級聯賽（日语：プレミアリーグ(バレーボール)） 特別表彰獎

### 職業聯賽
- 2012/13 岡山海鷗 V超級聯賽（日语：プレミアリーグ(バレーボール)）-第三名
- 2013/14 岡山海鷗 V超級聯賽（日语：プレミアリーグ(バレーボール)）-第二名
- 2019/20 岡山海鷗 V超級聯賽（日语：プレミアリーグ(バレーボール)）-第二名

### 國家代表
- 2013-  泰國亞錦賽 第二名
- 2014-  日本世界女排大獎賽 第二名